# Riserva naturale Montenero
La riserva naturale Montenero è un'area naturale protetta situata in provincia di Pisa. La riserva è stata istituita nel 1995 e ha una superficie di 69 ettari.